# Jonika Airlines
Jonika Airlines (o Jonika Air Company) è una compagnia aerea ucraina con sede all'aeroporto di Kiev-Žuljany. Opera voli regolari verso destinazioni in Europa e Asia e voli charter per conto dei tour operator.

## Storia
Fondata nel 2018, la compagnia iniziato le operazioni dopo aver ricevuto il primo Boeing 737-400 nel luglio 2018; un secondo esemplare è stato aggiunto alla flotta nell'aprile 2019. Nel 2020, la compagnia ha acquisito un Airbus A319-100 e un Boeing 737-300.
Al 2022 le operazioni sono state sospese a causa dell'invasione russa.

## Destinazioni
Al 2021, la compagnia serve destinazioni regolari in Albania, Bangladesh, Grecia, Italia e Ucraina. Voli charter sono offerti per i tour operator ALF e ОРБІТА tra Albania, Montenegro e Ucraina.

## Flotta
A dicembre 2022 la flotta di Jonika è così composta: